# Dompierre VD
| VD ist das Kürzel für den Kanton Waadt in der Schweiz. Es wird verwendet, um Verwechslungen mit anderen Einträgen des Namens Dompierre zu vermeiden. |

Dompierre ist eine politische Gemeinde im Distrikt Broye-Vully des Kantons Waadt in der Schweiz.

## Geographie
Dompierre liegt auf 713 m ü. M., 13 km südlich des Bezirkshauptortes Payerne (Luftlinie). Das Haufendorf erstreckt sich auf einer Hochfläche östlich des Tals der mittleren Broye, im östlichen Waadtländer Mittelland.
Die Fläche des 3,2 km² grossen Gemeindegebiets umfasst einen Abschnitt des Molassehügellandes zwischen dem Broyetal und dem oberen Glânetal. Das Gebiet wird durch die Seyve, einen Quellbach des Ruisseau de Seigneux, zur Broye entwässert. Der durch Erosion tief in den Hang eingeschnittene Bach bildet streckenweise die Nordgrenze. Nach Westen erstreckt sich der Gemeindeboden über den sanft zur Broye hin geneigten Hang bis zum Hügel La Crétat (680 m ü. M.) und bis in den Wald Grand Bois. Östlich des Tals der Seyve befindet sich der Wald Bois de Léchaire. Auf dem Kamm des Hügelrückens zwischen dem Broye- und dem Glânetal wird mit 800 m ü. M. im Bois de Billens der höchste Punkt von Dompierre erreicht. Von der Gemeindefläche entfielen 1997 6 % auf Siedlungen, 23 % auf Wald und Gehölze und 71 % auf Landwirtschaft.
Zu Dompierre gehören der Weiler Les Granges-de-Dompierre (641 m ü. M.) am oberen östlichen Talhang der Broye sowie mehrere Einzelhöfe. Nachbargemeinden von Dompierre sind Prévonloup, Lovatens, Curtilles, Seigneux und Villars-Bramard im Kanton Waadt sowie Romont im Kanton Freiburg.

## Bevölkerung
Mit 253 Einwohnern (Stand 31. Dezember 2023) gehört Dompierre zu den kleinen Gemeinden des Kantons Waadt. Von den Bewohnern sind 93,5 % französischsprachig, 4,5 % deutschsprachig und 1,2 % spanischsprachig (Stand 2000). Die Bevölkerungszahl von Dompierre belief sich 1850 auf 371 Einwohner, 1900 auf 339 Einwohner. Danach wurde bis 1980 durch starke Abwanderung eine weitere Abnahme um nahezu 50 % auf 183 Einwohner verzeichnet; seither nahm die Bevölkerung wieder leicht zu.

## Wirtschaft
Dompierre war bis in die zweite Hälfte des 20. Jahrhunderts ein vorwiegend durch die Landwirtschaft geprägtes Dorf. Noch heute haben der Ackerbau, der Obstbau und die Viehzucht eine wichtige Bedeutung in der Erwerbsstruktur der Bevölkerung. Weitere Arbeitsplätze sind im lokalen Kleingewerbe und im Dienstleistungssektor vorhanden. In den letzten Jahrzehnten hat sich das Dorf auch zu einer Wohngemeinde entwickelt. Einige Erwerbstätige sind deshalb Wegpendler, die in den umliegenden grösseren Ortschaften arbeiten.

## Verkehr
Die Gemeinde liegt abseits der grösseren Durchgangsstrassen, ist aber von Lucens und von Romont leicht zu erreichen. Durch die Buskurse, die von Payerne und Lucens nach Romont verkehren, ist Dompierre an das Netz des öffentlichen Verkehrs angeschlossen.

## Geschichte
Die erste urkundliche Erwähnung des Ortes erfolgte 1228 unter dem Namen Donperro, wahrscheinlich existierte das Dorf aber schon einige Jahrhunderte früher. Der Ortsname ist vom lateinischen Wort dominus (Herr, Besitzer) und dem Namen Pierre (Peter) abgeleitet. Ein weiterer lateinischer Name für das Dorf lautet Templum Petri.
Dompierre war im Besitz des Bischofs von Lausanne, der den Zehnten dem Lausanner Domkapitel übergab. Vom 13. bis zum 15. Jahrhundert ist eine ortsansässige Adelsfamilie bekannt, die den Namen de Dompierre übernahm. Mit der Eroberung der Waadt durch Bern im Jahr 1536 gelangte Dompierre unter die Verwaltung der Landvogtei Moudon. Nach dem Zusammenbruch des Ancien Régime gehörte das Dorf von 1798 bis 1803 während der Helvetik zum Kanton Léman, der anschliessend mit der Inkraftsetzung der Mediationsverfassung im Kanton Waadt aufging. 1798 wurde es dem Bezirk Moudon zugeteilt.

## Sehenswürdigkeiten
Seit dem 12. Jahrhundert, möglicherweise aber auch schon früher, befand sich in Dompierre eine Kirche. An der Stelle des mittelalterlichen Baus wurde 1839 die heutige Kirche errichtet, während das Pfarrhaus von 1752 stammt. Im alten Ortskern sind einige typische Bauernhäuser aus dem 17. bis 19. Jahrhundert erhalten.